# Online Film Critics Society Awards/Bestes Kostümdesign
Der OFCSA in der Kategorie „Bestes Kostümdesign“ wurde nur 2002 und 2003 verliehen.
2002
Far from Heaven
8 Frauen
Chicago
Gangs of New York
Der Herr der Ringe: Die zwei Türme
2003
Der Herr der Ringe: Die Rückkehr des Königs
Down with Love – Zum Teufel mit der Liebe!
Das Mädchen mit dem Perlenohrring
Kill Bill – Volume 1
Fluch der Karibik